# David van Staveren

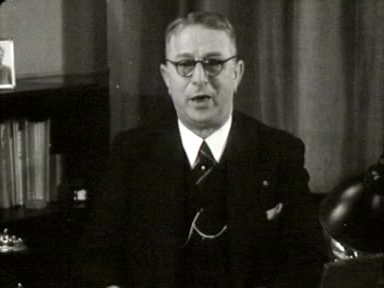
David van Staveren in 1940

David van Staveren (Utrecht, 16 januari 1881 - Rotterdam, 20 oktober 1966), was een Nederlands onderwijzer en bestuurder. Hij werd vooral bekend als voorzitter van de Centrale Commissie voor de Filmkeuring.
Van Staveren groeide op in Utrecht. Vanaf 1899 ging hij aan de slag als onderwijzer, eerst in Utrecht en vanaf 1903 in Den Haag. In Den Haag werd hij ook actief in de Bond van Nederlandse Onderwijzers. Naast zijn werk in het onderwijs was hij vanaf 1903 ook actief binnen de SDAP. Hij bekleedde hier diverse partijbestuurlijke functies, zoals het voorzitterschap van de Federatie Utrecht en bestuurder/voorzitter van de Federatie Den Haag. Hij vertegenwoordigde de partij van 1923 tot 1928 in de Provinciale Staten van Zuid-Holland.
In 1918 werd hij, ondanks zijn gebrek aan ervaring in de filmwereld, benoemd als directeur van de Haagsche schoolbioscoop. Van Staveren zette zich in voor het vertonen van educatieve films in speciale plaatselijke bioscopen, in plaats van vrijblijvende vertoningen in de klas. Zijn ideeën over het gebruik van film in het onderwijs vonden weinig weerklank, maar hij genoot ondertussen wel enig aanzien in de filmwereld. In 1928 werd hij benoemd als voorzitter van de Centrale Commissie voor de Filmkeuring, ondanks zijn politiek gekleurde achtergrond. 
Tijdens de Tweede Wereldoorlog legde hij, als jood, zijn functie neer om haar na de bevrijding weer op te nemen. Tijdens de oorlog verloor hij zijn dochter aan een ziekte en zijn huis inclusief archief door een bombardement. Hij bleef tot oktober 1948 in functie. In 1946 richtte hij samen met Piet Meerburg, Paul Kijzer en Felix Halverstad het Filmmuseum in Amsterdam op. Na zijn pensionering bekleedde hij verschillende bestuursfuncties. Hij stierf in 1966 in Rotterdam op 85-jarige leeftijd.